# مشروع رب راب

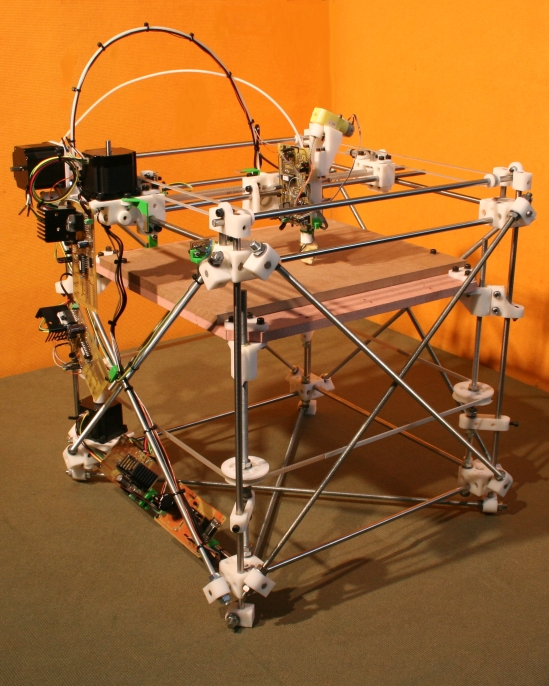
الإصدارة الأولى من رِب راب (داروين)

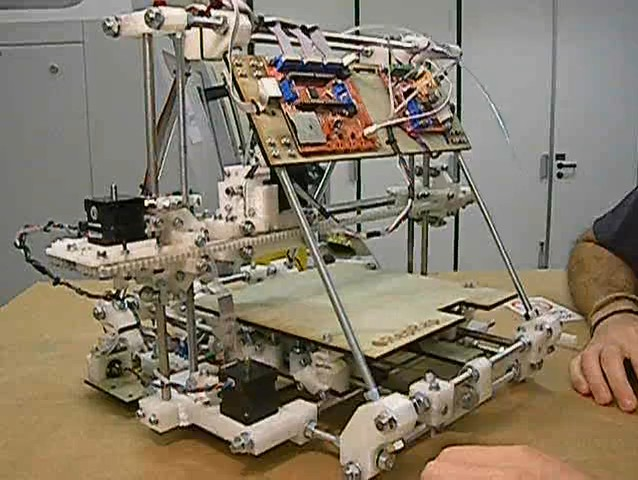
الإصدارة الثانية من رِب راب (مِندل)

مشروع رِب راب (بالإنجليزية: RepRap Project)‏ هو مبادرة لتطوير آلة للطباعة ثلاثية الأبعاد بحيث يمكنها طباعة معظم أجزائها المكوّنة لها لتصنيع آلة جديدة أو لاستبدال جزء ما بها، وبذلك تكون آلة قادرة على تصنيع نفسها بنفسها، ويمكن تصنيفها ضمن الروبوتات مفتوحة المصدر.
الاسم «رِب راب» (بالإنجليزية: RepRap)‏ يأتي اختصارا لـ (Replicating Rapid prototyper).
تستخدم الآلة تقنية التصنيع بالإضافة المعروفة في المشروع باسم (FFF) اختصارا لـ (Fused Filament Fabrication) والتي تعني بالعربية (التصنيع بالخيوط المنصهرة)، حيث يتعمّد المشروع المفتوح المحتوى استخدام هذا اللفظ بدلًا من اللفظ الأصلي لتلك التقنية (Fused Deposition Modeling) والتي تعني بالعربية (النمذجة بالترسيب المنصهر) لتجنب الوقوع في قضايا العلامات التجارية المملوكة للشركات المُحتكِرة.
وتعتمد فكرة عمل الآلة على صهر خيوط بلاستيكية رفيعة فوق بعضها البعض على شكل طبقات متساوية السُمك لتكوين المُجسّم المطلوب.
وبما أنها مفتوحة التصميم بمعنى أن تصميماتها متاحة بالكامل دون قيود أو احتكار للجميع دون أي مقابل، فإن جميع التصميمات التي أنتجها المشروع صدرت تحت رخصة البرمجيات الحرة الشهيرة جنو.

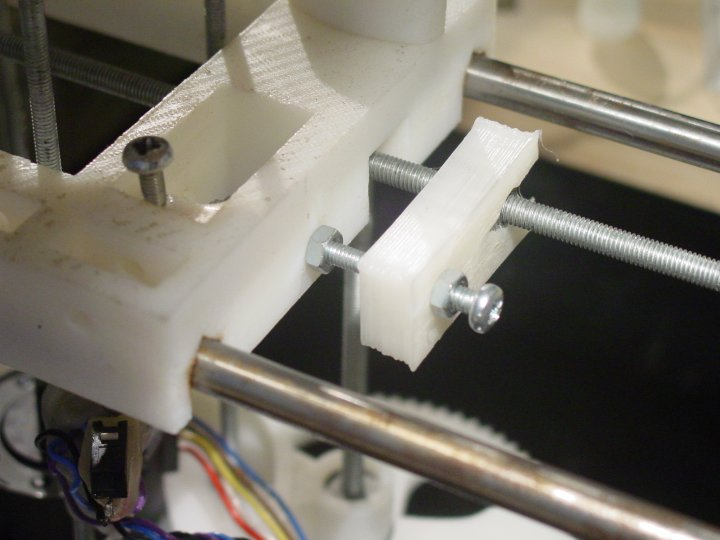
أول جزء تمت طباعته باستخدام رِب راب لصناعة رِب راب أخرى

## التاريخ
تأسست رِب راب في عام 2005 من قِبَل الدكتور أدريان بوير، المحاضر بالهندسة الميكانيكية بجامعة باث في المملكة المتحدة.
أول أربع ماكينات رِب راب تم إصدارهم رسميا في المشروع هم: «داروين» والتي صدرت في مارس من عام2007، ثم «مِندل» التي صدرت في أكتوبر 2009، ثم «بروشا مِندل» و«هوكسلي» واللتان صدرتا في 2010.
23 مارس 2005بدأت مدونة رِب راب.
صيف 2005تم الحصول على تمويل التطوير الأولي في جامعة باث من مجلس البحوث الهندسية والعلوم الفيزيائية البريطاني.
13 سبتمبر 2006النموذج الأولي من رِب راب والذي يحمّل الإصدارة 0.2 قام بأول طباعة ناجحة لجزء مكوّن له، والذي سيستخدم ليحل مكان جزء مطابق في النموذج تمت طباعته سابقا باستخدام ماكينة تجارية مُحتكَرة.